# پیروزی پوکمون
پیروزی پوکمون (انگلیسی: Pokémon Conquest) یک بازی ویدئویی در سبک نقش‌آفرینی تاکتیکی است؛ که توسط کویی تکمو توسعه یافته و به‌وسیلهٔ نینتندو و شرکت پوکمون در سال ۲۰۱۲ و در پلت‌فرم نینتندو دی‌اس منتشر شده است.